# 중고기
중고기(학명: Sarcocheilichthys nigripinnis)는 잉어과에 속하는 물고기이다. 물살이 느리고 바닥에 진흙, 모래, 자갈이 깔린 하천이나 저수지에 산다.

## 형태
몸은 길고 옆으로 납작하지만 원통형에 가깝다. 주둥이는 짧고 둥글다. 입은 작고 주둥이 아래에 있다. 입수염은 1쌍으로 짧다. 옆줄은 뚜렷하다.

## 색깔
몸 색깔은 전체적으로 녹갈색이고 배 쪽은 색깔이 연하여 광택이 있다. 몸통에 갈색반점이 흩어져있으며 아가미 뒤에서 꼬리지느러미 시작부분까지 녹색 가로줄이 있다. 꼬리지느러미 위아래로 진한 갈색 줄무늬가 있다.

## 먹이
수서곤충의 애벌레, 새우, 실지렁이 등을 먹고 산다.

## 분포
서해와 남해로 흐르는 강과 댐 등에 산다.